# La Star et l'Enfant
La Star et l'Enfant (Naughty or Nice) est un téléfilm américain réalisé par Eric Laneuville et diffusé en 2004.

## Fiche technique
- Titre original : Naughty or Nice
- Réalisation : Eric Laneuville
- Scénario : Jim Burnstein
- Musique : Richard Marvin
- Photographie : John Bartley
- Durée : 83 min
- Pays : États-Unis

## Distribution
- George Lopez : Henry Ramiro
- James Kirk : Mickael
- Lisa Vidal : Diana Ramiro
- Bianca Collins : Olivia Ramiro
- Frank Adamson : Santa
- Randy Apostle : Richard Morrow
- Paige Bannister : Jessica